# Лављи тамарин црног лица
Лављи тамарин црног лица (Leontopithecus caissara) је врста примата (Primates) из породице Callitrichidae. 

## Распрострањење
Ареал врсте је ограничен на једну државу. Бразил је једино познато природно станиште врсте.

## Станиште
Станиште врсте су шуме.

## Угроженост
Ова врста је крајње угрожена и у великој опасности од изумирања.